# Straßbach (Wetter)
Der Straßbach ist ein knapp sieben Kilometer langer rechter und westlicher Zufluss der Wetter im westlichen Bereich des hessischen Wetteraukreis, aus dem Taunus kommend, zeit- und abschnittsweise Wasser führend. Nach ¼ km im Wald, führt sein Lauf durch Ackerfluren und Industriegebiete. Er kreuzt eine Autobahn (A 5), zwei Bundesstraßen (B 455 und B 3) und zwei Bahnlinien (Bahnstrecke Friedrichsdorf–Friedberg und Main-Weser-Bahn). Seine Mündung liegt unter der Wetterbrücke einer dritten Bahnlinie, der Bahnstrecke Friedberg–Hanau.

## Name
Sein Name erinnert an die Wüstung Straßheim.

## Geographie

### Verlauf
Der Straßbach entspringt auf einer Höhe von ungefähr 252 m ü. NHN in einem Laubwald südwestlich des Friedberger Stadtteils Ockstadt auf dessen Grund, westlich der A 5 und eines viel genutzten Waldweges, östlich und unterhalb der Taunusgipfel Mainzer Kopf und Dachskopf/Steinkopf ⊙. Im Tal zwischen Mainzer Kopf im Süden und Dachskopf/Steinkopf im Norden liegt eine Runse, die in die Nähe der Quelle des Straßbachs führt und dabei in den Abflussgraben eines Waldwegs mündet. Oberhalb der Quelle sind andere Abflussgräben und Tümpel erkennbar, die zeitweise Wasser führen.
Nach wenigen Dutzend Meter ostwärts den Hang hinab wird er unter einem viel genutzten Waldweg mit belastbarer wassergebundener Decke durchgeführt, der etwa parallel zur Autobahn A 5 verläuft und Ockstadt, wo er von der Usinger Straße abgeht, nach Ober-Rosbach führt. Auf der Nordostseite dieses Durchlasses steht, in den Waldboden eingelassen, eine Einrichtung der Erdgas-Fernleitung „Frankfurter Leitung“ parallel zur A 5. Vor dem etwa 75 m entfernten und 50 m langen Durchlass mit quadratischem Querschnitt unter der Autobahn münden in einem aufwändig befestigten Bauwerk zunächst von links und Norden aus einem Graben ein kleiner Zufluss (Quellgebiet etwa ½ km nordwestlich der Quelle) und wenig weiter, direkt an der Autobahn, Abflussgräben von links und rechts (letzterer ist mit der Runse aus dem Tal weiter oben und westlich verbunden). Auf der Ostseite der Autobahn fließt der Straßbach in einer etwa 125 m langen Runse (mit Wasserfall) einem anderen, weniger gut bewehrten und benutzten, ebenfalls parallel zur Autobahn verlaufenden Waldweg zu. Dieser Weg mündet im Norden an einer Erdgas-Übergabestation westlich von Ockstadt gleich westlich des Clubhauses des Golfplatzes in den Hardbäumchesweg, im Süden hat er Anschluss an den Löwenhof und das Wegenetz von Ober-Rosbach, Entfernung zur Gemeindegrenze etwa ½ km. Auf der Westseite dieses Weges fließt der Straßbach etwa ⅛ km südwärts und wird dann um 90° ostwärts unter dem Weg durchgeführt. Er durchfließt, von Bäumen gesäumt, nördlich des Löwenhofs auf ¼ km Länge eine Wiese, die am Ostrand in einem sumpfigen Bereich einen Teich aufweist, der von einem Graben aus dem Bornwäldchen gespeist wird. Von links und Norden mündet vor einem Weg ein Abfluss aus der Wiese in den Straßbach. Südlich des Durchlasses steht am Weg das Naturdenkmal Alteiche am Löwenhof.
Bald unterhalb des Wegs wird der Straßbach auf einer Strecke von etwa ½ km zu einem Bestandteil des sich nördlich ausdehnenden Golfplatzes Ockstadt. Am rechten Ufer auf der Südseite werden zwei ehemalige Fischteiche bewässert, ab diesem Abschnitt scheint der Bachlauf begradigt zu sein. Nach dem Ende des Golfplatzes biegt er bei Fluss-Kilometer 5,435 nach Südosten ab und eilt weitgehend baumlos der Unterquerung der B 455 zu (km 5,2). Jenseits von dieser nimmt er wieder die ursprüngliche Ost-Richtung auf. In der Ackerflur fließt er etwa ½ km durch einen Galeriewald. Bei km 4,6 mündet ein etwa 2 km langer Graben von links und Norden, der heute nördlich des Löwenhofs im Wald an der Autobahn seinen Anfang hat, den Golfplatz in West-Ost-Richtung durchgestaltet quert, ihn nach Südosten verlässt, die B 455 unterquert und nach etwa ⅛ km einen Südkurs zum Straßbach einschlägt. Der Graben führt zeitweise und örtlich Wasser.
Nachdem er bei km 4,6 einen befestigten Feldweg gequert hat,  betritt der Straßbach eine etwa 3 ha große, teilweise mit Obstbäumen bestandene Grünlandfläche, auf der er, von Laubbäumen gesäumt, ein wenig mäandrieren kann. Bei km 4,45 durchfließt er ein Bauwerk, in dem er zur Bewässerung der am rechten Ufer liegenden Fischteiche – der größte ist über 1 ha groß – aufwändig angezapft wird. Hier leben seit den 2010er-Jahren Biber. Am linken Ufer liegt die Flur An der Straßheimer Kirche, die auf die namengebende Wüstung weist. Gleich unterhalb der Teichanlage unterquert der Straßbach bei km 3,94 die Bahnstrecke Friedrichsdorf–Friedberg und durchquert den obersten Teil der Flur Sauerweide, deren Nutzung wegen Vernässung aufgegeben wurde. Unterhalb des befestigten Feldwegs bei km 3,90 beginnt eine durch Flurbereinigung zu Beginn des 20. Jahrhunderts begradigte und einseitig und auffällig mit heute hohen Erlen bepflanzte, 1¼ km lange Strecke durch eine vor allem als Grünland genutzte Ackerflur, die bis an die Friedberger Ortsgrenze reicht, wo statt Erlen vermehrt heute zerfallende Weiden gesetzt wurden. Die Grenze zwischen den Gemarkungen von Ockstadt und Friedberg liegt bei km 3,59 auf einem Feld- und Radweg von Ockstadt nach Ober-Rosbach, der auf mit großen Walnussbäumen alleeartig bepflanzten Rampen die Bahnlinie im Norden überquert. Bei km 3,6 überquert die B 3 auf einer lichten und 125 m langen Brücke den Bach. Von Quellen an der Westseite der südlichen Rampe des Feldwegs bis zur Rampe der höher gelegten B 3 verläuft ein Graben, der unter der B 3-Brücke von links und Norden in den Straßbach mündet. Er führt ebenso zeitweise Wasser wie der etwa 50 m lange Graben an der Westseite der Frankfurter Straße, der von rechts und Süden mündet. Bis zur Stadtgrenze hat sich der Bach mehrere Meter tief in den lehmigen Boden gegraben.
Nach der Unterquerung der Frankfurter Straße erreicht der Straßbach den Geltungsbereich des Bebauungsplans "Industriegebiet Süd" aus den früher 1980er-Jahren auf einem schmalen Grundstück nördlich der Straßenmeisterei Friedberg, auf dem ein Wehr zum Aufstauen des Gewässers steht. Vor dem ersten Durchlass unter einer Straße mündet von links ein kleiner Graben aus einem etwa ½ ha großen naturnahen Wiesengrundstück mit großen Bäumen, an denen Fledermauskästen aufgehängt sind. Der gemauerte Durchlass von großem Querschnitt unter der Straße „Am Straßbach“ weist bachabwärts Zuläufe auf, die Oberflächenabflüsse von den versiegelten Bereichen der Grundstücke und Verkehrsflächen des Industriegebiets ungebremst dem Bach zuführen. Damit beginnt ein etwa 1¼ km langer und etwa 20 m schmaler Galeriewald aus dicht gesetzten und daher noch klein gebliebenen Erlen und Weiden, die den Boden und das Gewässer sehr stark verschatten. An ihrem rechten Rand ist ein Hauptsammler in den Boden eingelassen, über den ein Fahrweg gebaut wurde. Bei Fluss-Kilometer 2,34 mündet von links und Norden der Abfluss des Friedberger Pfingstbrunnens, dessen ständig fließendes Wasser 70 m vom Bach entfernt aus der in eine Mauer gefassten Quelle strömt. Vor der Freseniusstraße ist eine Berme in den trapezförmigen Graben des Straßbachs gebaut worden, um Spitzenabflüsse zu mildern. Der auch hier großzügig bemessene gemauerte Durchlass unter der Straße weist bachabwärts aufwändige Einlaufwerke auf.
Ab der Freseniusstraße gilt ein neuer Bebauungsplan. Auf einer Länge von mehr als ½ km fließt der Straßbach durch ein bis zu 60 m breites begrüntes Band, das von mehreren quer verlaufenden Fußwegen und Brücken zerschnitten wird, auf einem eingezäunten Privatgelände, durch das auch der Abwassersammler unter der Fahrtrasse führt. Noch im Geltungsbereich des Bebauungsplans mündet bei km 1,35 von rechts und Süden der Entengraben, ein heute nur noch 225 m langes, bis zum Feldweg Römerweg reichendes Kleinstgewässer, das meist kein Wasser führt. Im südlich anschließenden Ackergelände ist ein flaches, etwa 100 m breites Tal erkennbar. An seinem Ende zeigt sich ein alter, wie der Entengraben von Westen kommender Durchlass unter dem Steinbrücker Weg ⊙.
Gegenüber der Mündung des Entengrabens ist nördlich und links des Straßbachs ein unbefestigtes Becken zur Aufnahme der Oberflächenabflüsse des nördlich liegenden Parkplatzes gebaut worden. Durch eine technische Vorrichtung wird das aufgestaute Wasser gedrosselt in einen kurzen Graben geleitet, der von links und Norden bei km 1,29 mündet. Östlich der Brücke des Feldwegs bei km 1,2 ist am linken Ufer im Abstand von etwa 15 m ein Abwassersammler verlegt. Der Bach ist von wenigen Bäumen gesäumt, meist hüllen ihn die Ranken von Brombeeren und Krautfluren ein. Sein Wasserspiegel liegt metertief unter der Geländekante. Erst auf dem letzten ¼ km vor der Main-Weser-Bahn rückt er näher an die Geländekante heran. Sein Uferbewuchs wird weniger dicht, es zeigen sich Bäume aus Hartholz wie etwa der Nussbaum. Der Durchlass im Bahndamm ist ähnlich aufwändig und ornamental aus rotem Sandstein ausgeführt wie etwa die des Säckelgrabens. Für das auf der Ostseite des Bahndamms verlaufende dritte Gleis vom Abzweig Görbelheim wurde der Durchlass um einen Zweckbau aus Beton auf insgesamt 100 m verlängert. Auf den letzten 350 m bis zur Römerstraße oder Landesstraße 3351 wird der Straßbach wieder von Erlen begleitet. Seine letzten 150 m bis zur Mündung auf einer Höhe von etwa 125 m ü. NHN von rechts in die aus Nordosten kommende Wetter fließt er renaturiert durch eine eng mit Erlen bepflanzte Ausgleichsfläche für Eingriffe durch Realisierung des Bebauungsplans Nr. 40 in der Friedberger Kernstadt und durch das insgesamt fast 7.500 ha große Landschaftsschutzgebiet Auenverbund Wetterau.. Die Mündung liegt etwa 100 m unterhalb der Usa-Mündung, fast ½ km oberhalb der Görbelheimer Mühle und fast unter dem Eisenbahnviadukt der Bahnstrecke Friedberg–Hanau.
Es ist zwar der Südostrand von Friedberg, doch treffen sich an der Straßbachmündung die Gemarkungsgrenzen von der Friedberger Kernstadt und der Stadtteile Ossenheim und Bruchenbrücken. Wetter und Straßbach erodieren die Ufer und verlegen so ihre Läufe, während die an Grenzsteine und Koordinaten gebundene Grenzziehung diesen Änderungen nicht folgt. So liegt derzeit die Mündung auf Ossenheimer Gebiet.

### Zuflüsse
- Entengraben[18] (rechts, ca. 0,2 km)

### Flusssystem Wetter
- Fließgewässer im Flusssystem Wetter

## Biologie

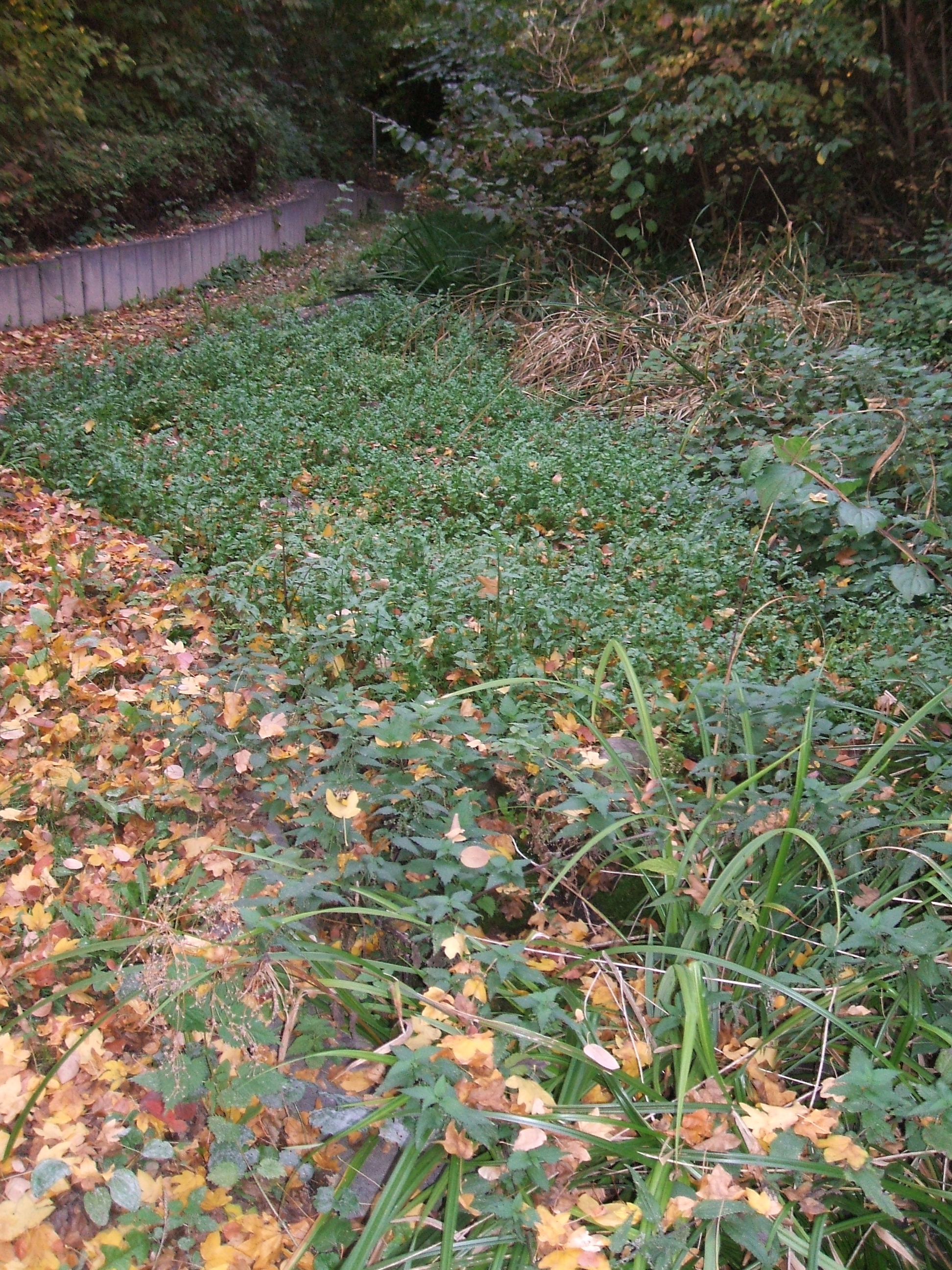
Sellerie im Brunnenbecken

Der Straßbach ist eines von sehr wenigen bekannten Gewässern im Wetteraukreis, in denen Apium nodiflorum bzw. (neuerer wissenschaftlicher Name)  Helosciadium nodiflorum vorkommt, eben die Knotenblütige Sellerie (botanisch immer eine Sie). Für den Wetteraukreis bekannt sind bislang Funde aus dem Flusssystem der Usa, insbesondere dem Seebach oder Leihgraben und deren Zuflüssen.
Gemeldet worden sind im Wetteraukreis Funde in einem Graben zur Wetter im Norden des NSG Salzwiesen von Münzenberg, sowie, bereits Wetter-abwärts und heute ausgelöscht, im Wiesenbachgraben, einem Nidda-Zufluss, im östlich des Karbener Stadtteils Okarben gelegenen NSG Ludwigsquelle.
Am Straßbach, an den Straßheimer (Fisch-)Teichen, kommen Biber vor.
Der Friedberger Pfingstbrunnen ⊙ im Industriegebiet Süd entwässert in den Straßbach und ist durch den Bebauungsplan als kleines Naherholungsgebiet zumindest gesichert.